# Parlament de Romania
El Parlament de Romania (en romanès, Parlamentul României) és l'òrgan legislatiu de Romania, compost per la Cambra de diputats (Camera Deputaților), i el Senat (Senat). La seva seu és el Palau del Parlament de Bucarest, la capital del país.
El 2009, es va celebrar un referèndum per consultar a la població la possibilitat de convertir el parlament en un òrgan unicameral, amb 300 representants com a màxim. A pesar que el referèndum va aprovar aquesta possibilitat, el resultat no era vinculant, per la qual cosa cal un referèndum que esmenti explícitament la modificació de la constitució per realitzar la reforma.